# Potamophylax winneguthi
Potamophylax winneguthi là một loài Trichoptera trong họ Limnephilidae. Chúng phân bố ở miền Cổ bắc.